# Ла-Илья
Ла-Илья (Кара-Узень, Ай-Лийя, Караны-Озен — река на Южном берегу Крыма. Длина реки составляет 4,1 км, площадь водосбора — 23,0 км².
А. Н. Олиферов, в книге «Реки и Озёра Крыма», утверждал, что река Ла-Илья берёт начало из источника Ай-Илья на восточных склонах Бабуган-яйлы, между вершинами гор Зейтин-Кош (1537,6 м) и Куш-Кая (1335,7 м). Николай Рухлов в труде «Обзор речных долин горной части Крыма» 1915 года, отмечал, что Кара-Узень образуется «…из двух горных оврагов — из восточного Ай-Лия и западного Ай-Йори», а истоком считал маловодный родник Ак-Чокрак, как и профессор Головкинский. Источник Ай-Илья Рухлов (называя его Биюк-Ай-Кия) считал основным поставщиком воды вод в реку, с дебетом 366550 вёдер в сутки (около 52 л/с). Все родники верховьев в сентябре 1912 года давали 487000 вёдер в сутки. Долина представляет собой глубокий горный овраг, только иногда расширяющийся, множество небольших родников питали реку почти до устья (вода активно использовалась для полива), что позволило заключить, что основное питание реки — родниковое. Согласно справочнику «Поверхностные водные объекты Крыма», у реки 4 безымянных притока длиной менее 5 километров. Водоохранная зона реки установлена в 50 м.
Впадает река в Чёрное море западнее горы Кастель, на территории бывшего пионерлагеря «Кастель», в посёлке Чайка. Водоохранная зона реки установлена в 50 м.

## Упоминание в литературе
Упоминается в 1831 г в книге Ф. Дюбуа де Монпере «Путешествие в Крым», в те же годы Шарль Монтандон в своём «Путеводителе путешественника по Крыму, украшенный картами, планами, видами и виньетами…» 1833 года описал водяную мельницу, работающую недалеко от устья Кара-Узени. В «Путеводителе по Крыму для путешественников» М. А. Сосногоровой 1871 года кратко упоминается средневековый греческий монастырь во имя святого Ильи у родника, как и в путеводителях Головкинского и Безчинского.

## Горное Озеро
Видимо, в предвоенные годы (поскольку впервые упоминается в путеводителе «Крым» 1935 года), в урочище, сейчас известном, как Мухальвади, был сооружён пруд, наполняемый водой из нескольких родников бассейна Ла-Ильи. Изначально водоём создавался для полива табачных плантаций и чаирных садов. Описание Мухальвади, как чрезвычайно влажного и, местами, топкого места, 

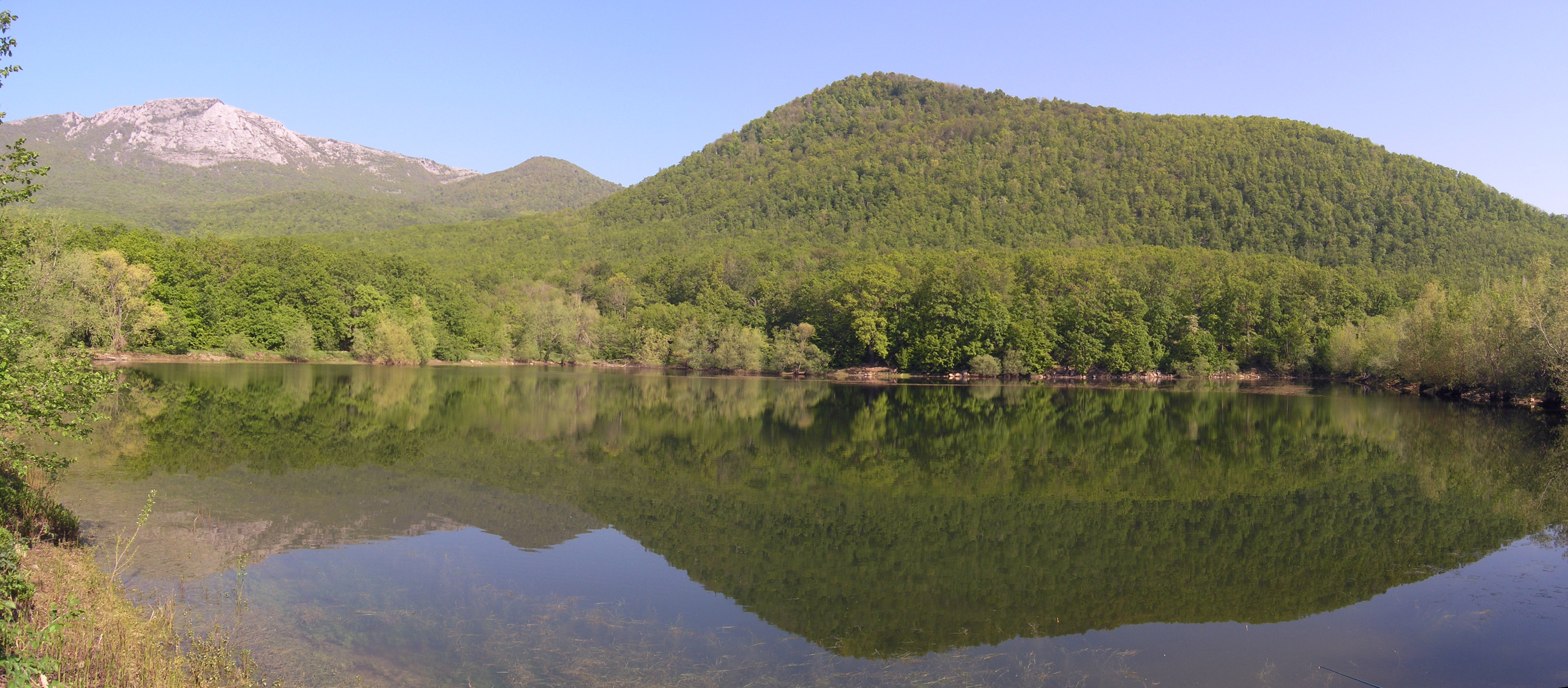
Горное Озеро

встречается в путеводителе Безчинского 1904 года, в путеводителе «Крым» 1935 года описано водовместилище Мугуль-вода, с объёмом 5 млн ведер (около 61000 м³), используемое для полива; в статье 1946 года в сборнике «Советский Крым» водохранилище названо Могульради. В настоящее время закрепилось название Горное озеро, по имени существовавшей при водоёме (до 2014 года) частной зоны отдыха.